# Saint-Maurice-sur-Adour

Saint-Maurice-sur-Adour este o comună în departamentul Landes din sud-vestul Franței. În 2009 avea o populație de 592 de locuitori.

## Evoluția populației
| An        | 1975 | 1982 | 1990 | 1999 | 2006 | 2009 |
| --------- | ---- | ---- | ---- | ---- | ---- | ---- |
| Populație | 376  | 484  | 490  | 509  | 604  | 592  |